# ماتياج سموديش
ماتياج سموديش (بالسلوفينية: Matjaž Smodiš)‏ مواليد 13 ديسمبر 1979 في تربوفلجه، جمهورية يوغوسلافيا الاشتراكية الاتحادية، هو لاعب كرة سلة سلوفيني معتزل. بدأ مسيرته الاحترافية في سنة 1994. يبلغ طوله 6 قدم 8.75 بوصة (2.1 م). اعتزل اللعب في 2013.

## المسيرة الاحترافية
لعب مع نادي كركا لكرة السلة من سنة 1994 إلى 2000، ثم لعب مع فيرتوس بالاكانسترو بولونيا من سنة 2000 إلى 2003، ثم لعب مع فورتيتودو بولونيا في الدوري الإيطالي من سنة 2003 إلى 2005، ثم لعب مع نادي سسكا موسكو لكرة السلة في الدوري الروسي من سنة 2005 إلى 2011، ثم لعب مع نادي كركا لكرة السلة في موسم 2012–2013.

## الإنجازات
- الدوري السلوفيني لكرة السلة: 2000، 2013
- كأس إيطاليا لكرة السلة: 2001، 2002
- الدوري الأوروبي لكرة السلة : 2008
- كأس روسيا لكرة السلة: 2006، 2007
- دوري السوبر الروسي لكرة السلة: 2006، 2007، 2008، 2009، 2010

## روابط خارجية
- ماتياج سموديش على موقع الاتحاد الدولي لكرة السلة (الإنجليزية)
- ماتياج سموديش على موقع الدوري الأوروبي لكرة السلة (الإنجليزية)
- ماتياج سموديش على موقع كرة السلة الأوروبية.كوم (الإنجليزية)
- ماتياج سموديش على موقع DraftExpress.com (الإنجليزية)
- ماتياج سموديش على موقع ريلجم (الإنجليزية)
- ماتياج سموديش على موقع بروبوليرز (الإنجليزية)
- ماتياج سموديش على موقع سبورتس رفرنس (الإنجليزية)